# 平田九州男
平田 九州男（ひらた くすお、1909年9月7日 - 1989年10月26日）は、日本の経営者。富士写真フイルム(現在の富士フイルム)社長を務めた。

## 経歴
大分県中津市出身。1933年に関西学院高等商学部を卒業し、1934年に富士写真フイルムに入社。1954年に取締役に就任し、1964年に常務、1969年6月に専務を経て、1971年6月に社長に就任。1980年5月に会長に就任。
1974年4月に藍綬褒章を受章し、1979年4月に勲二等瑞宝章を受章。
1989年10月26日、呼吸不全のために死去。80歳没。